# Haarhausen (Amt Wachsenburg)
Haarhausen ist ein Dorf der Gemeinde Amt Wachsenburg im Ilm-Kreis. Es hat etwa 550 Einwohner.

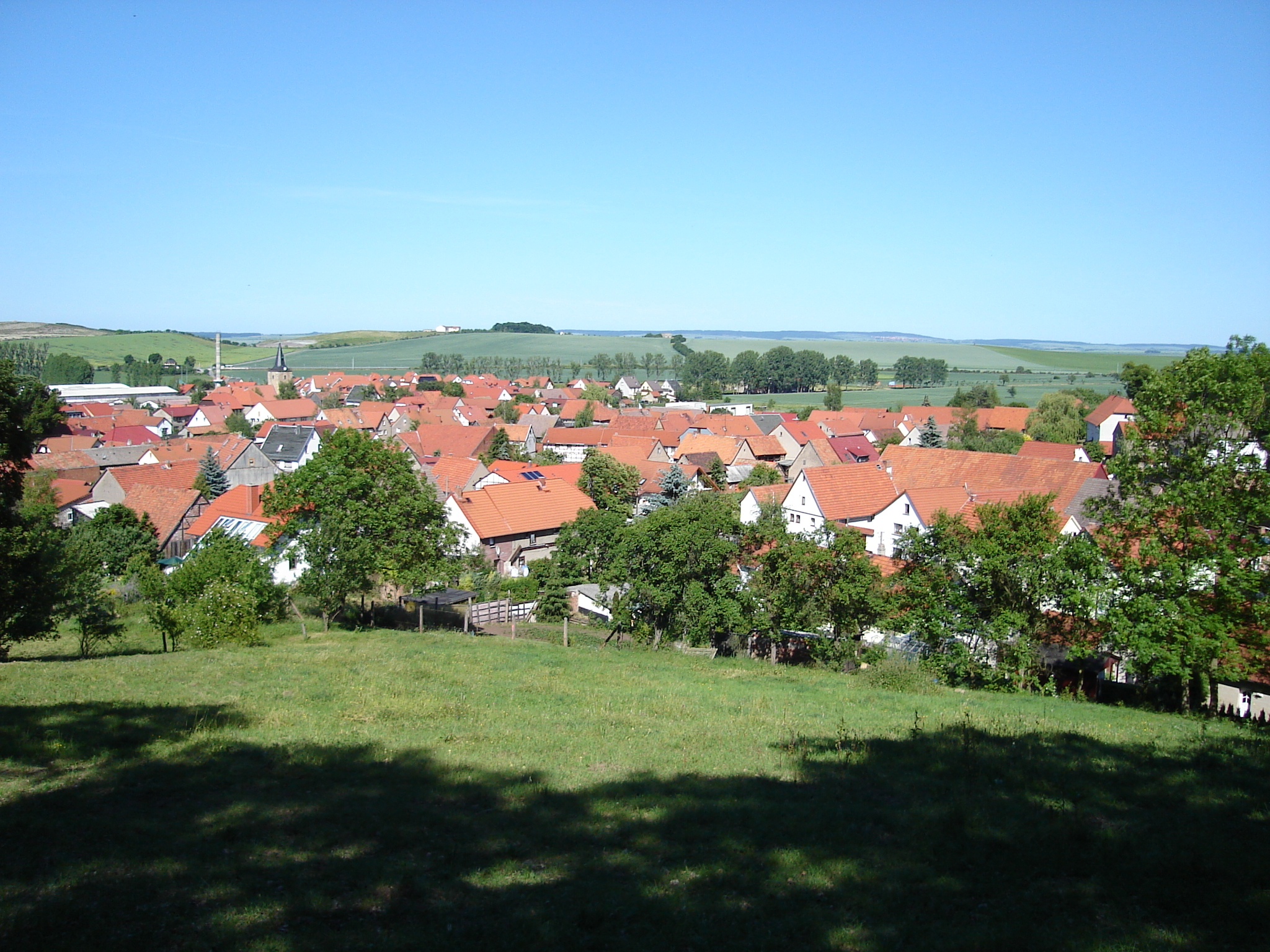
Blick auf den Ort von Südwesten

## Lage
Haarhausen liegt an der Bahnstrecke Neudietendorf–Arnstadt und fünf Kilometer von der Bundesautobahn  A 4 entfernt.

## Verkehr

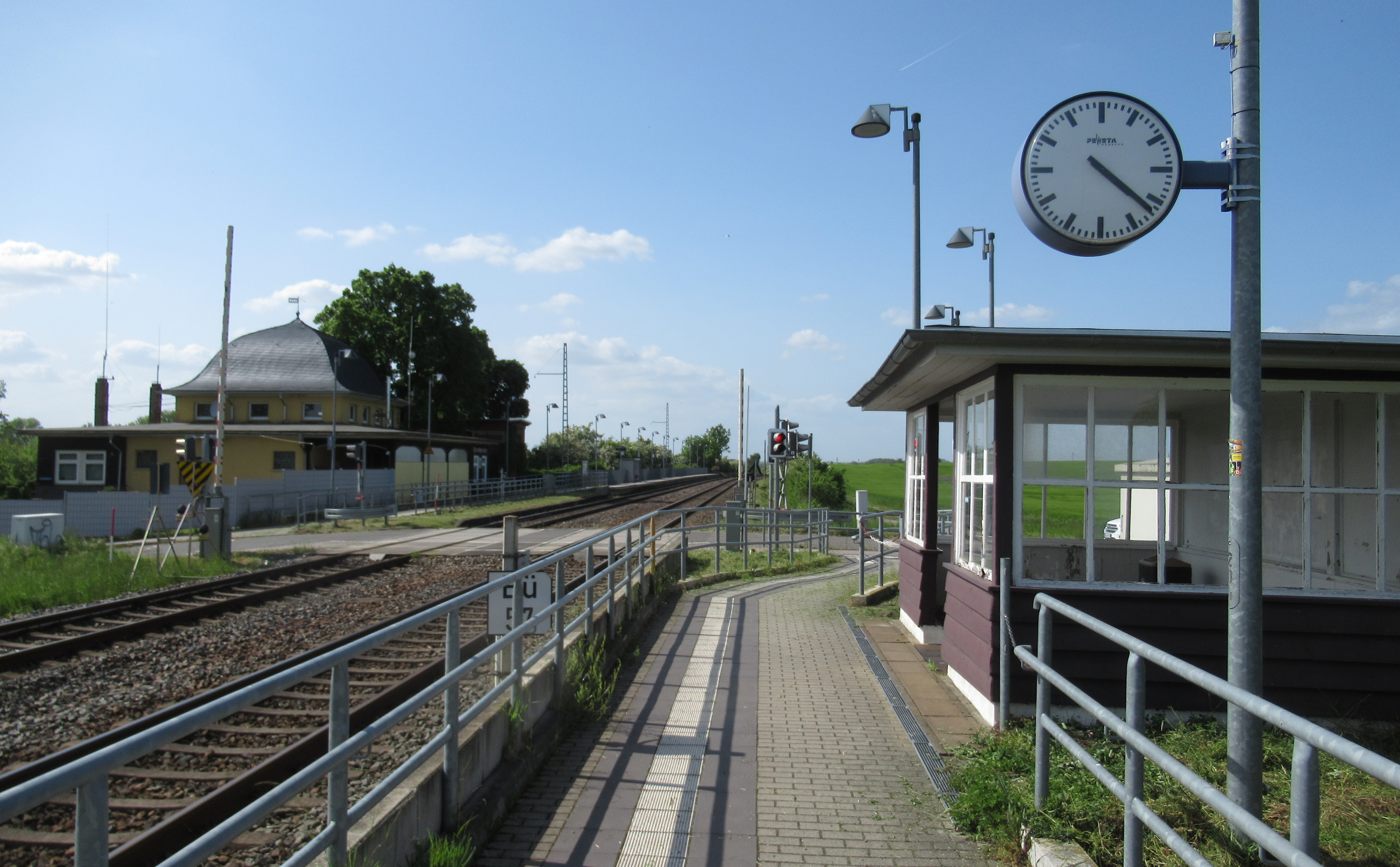
Haltepunkt Haarhausen (2023)

Haarhausen liegt an der Kreisstraße K 24 von Holzhausen nach Apfelstädt. Die nächsten Anschlussstellen an die Bundesautobahn A 4 sind Neudietendorf und Wandersleben.
Haarhausen hat einen Haltepunkt an der östlich des Orts gelegenen Bahnstrecke Neudietendorf–Arnstadt, welcher im Stundentakt von Regionalbahnen der Erfurter Bahn und Süd-Thüringen-Bahn bedient wird. Diese fahren umsteigefrei nach Neudietendorf und Erfurt im Norden sowie nach Arnstadt im Süden, wo die Züge getrennt werden. Der vordere Zugteil fährt nach Saalfeld, der hintere nach Ilmenau.

## Geografie und Geologie

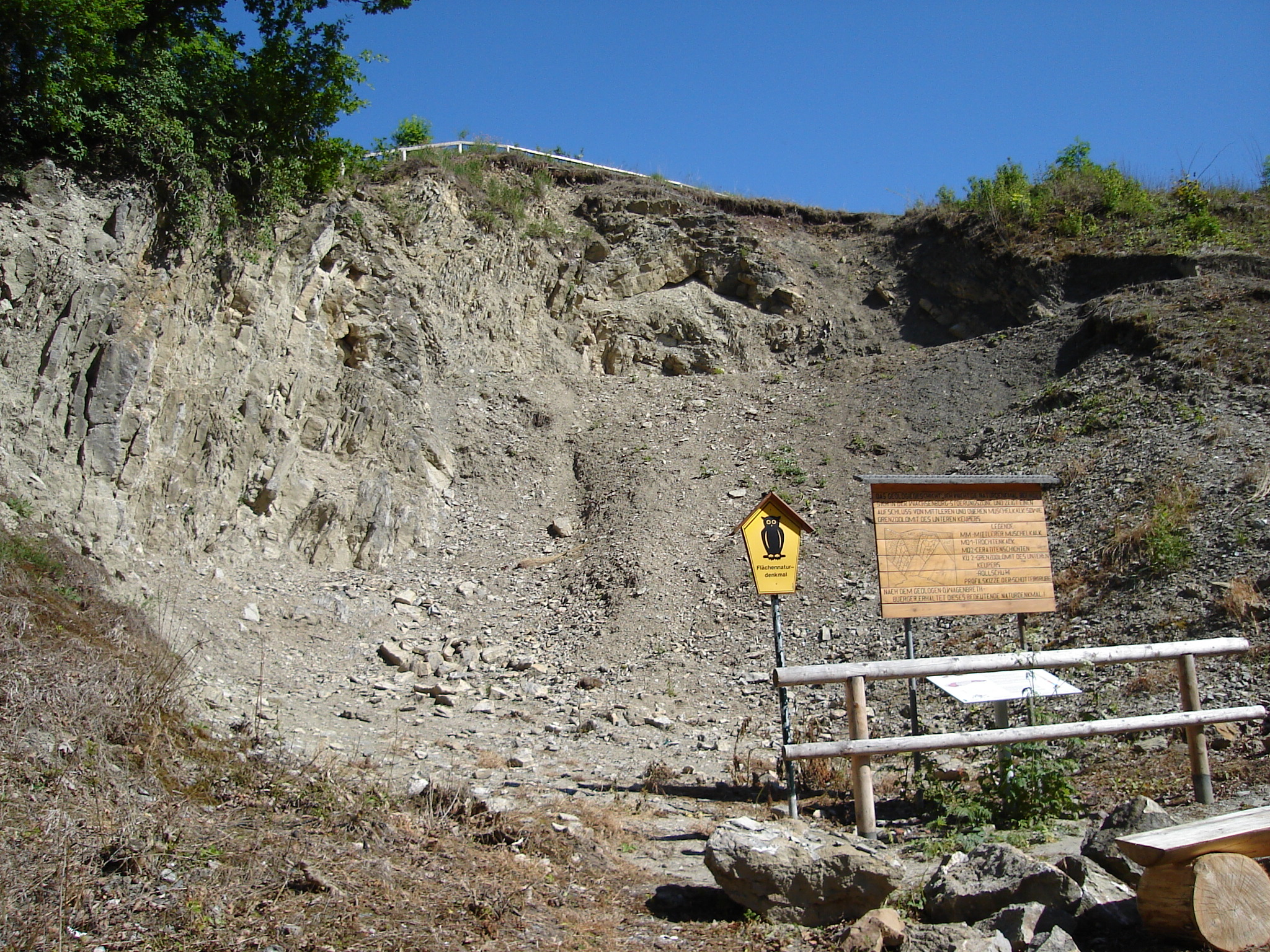
Der ehemalige Steinbruch am Südrand des Dorfes

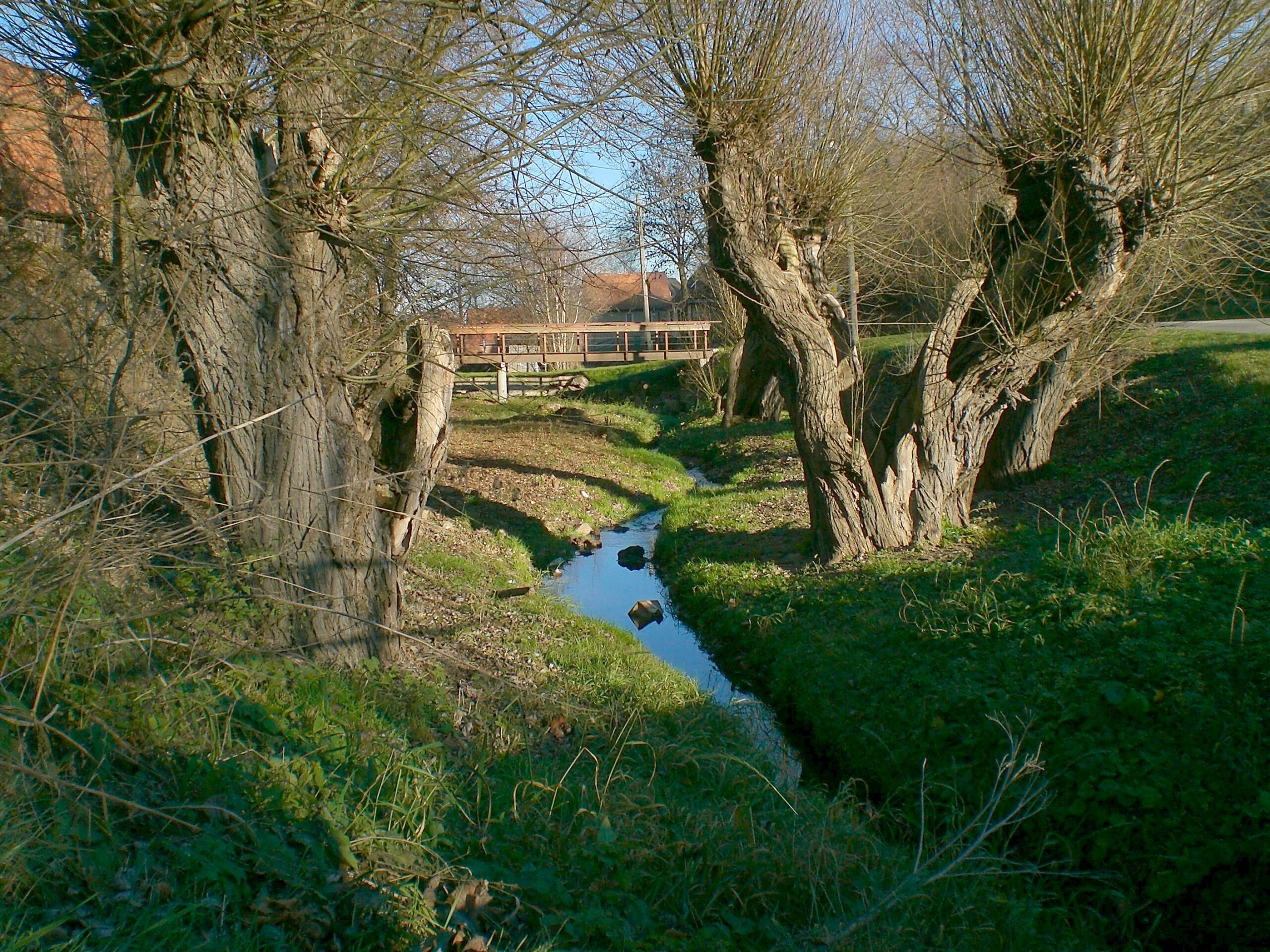
Der Vasold-Bach am Südrand von Haarhausen

Haarhausen liegt am Übergang des Thüringer Waldes zum Thüringer Becken auf einer Höhe von etwa 275 m ü. NN.
Während das Gelände nördlich des Dorfes flach ist, wird der West- und Südrand von einer Hügelkette (Rückberg mit 329 m ü. NN, Ziegenberg mit 333 m ü. NN und Kalkberg mit etwa 300 m ü. NN) begrenzt, die ein Teil der sogenannten Eichenberg–Gotha–Saalfelder Störungszone ist, die durch das Abbrechen der Scholle des Thüringer Beckens während des Heraushebens des heutigen Thüringer Waldes im Tertiär entstanden ist. An der Straße (Kreisstraße K 24) nach Holzhausen sind in einem ehemaligen Steinbruch die damit verbundenen Gesteinsverwerfungen gut sichtbar und dokumentiert. Dieser Steinbruch erhielt im Jahr 1959 den Status eines Flächennaturdenkmals („FND Schottergrube“) und ist Teil des Geoparks Drei Gleichen.
Der Ort wird von Süd nach Nord vom Vasold-Bach (entspringt in einem Teich westlich von Holzhausen) durchflossen, der sich nördlich des Sportplatzes mit dem südlich der Ortslage entspringenden Roßbach vereinigt und über den Schlammgraben und den Weidbach in die Apfelstädt entwässert.

## Geschichte

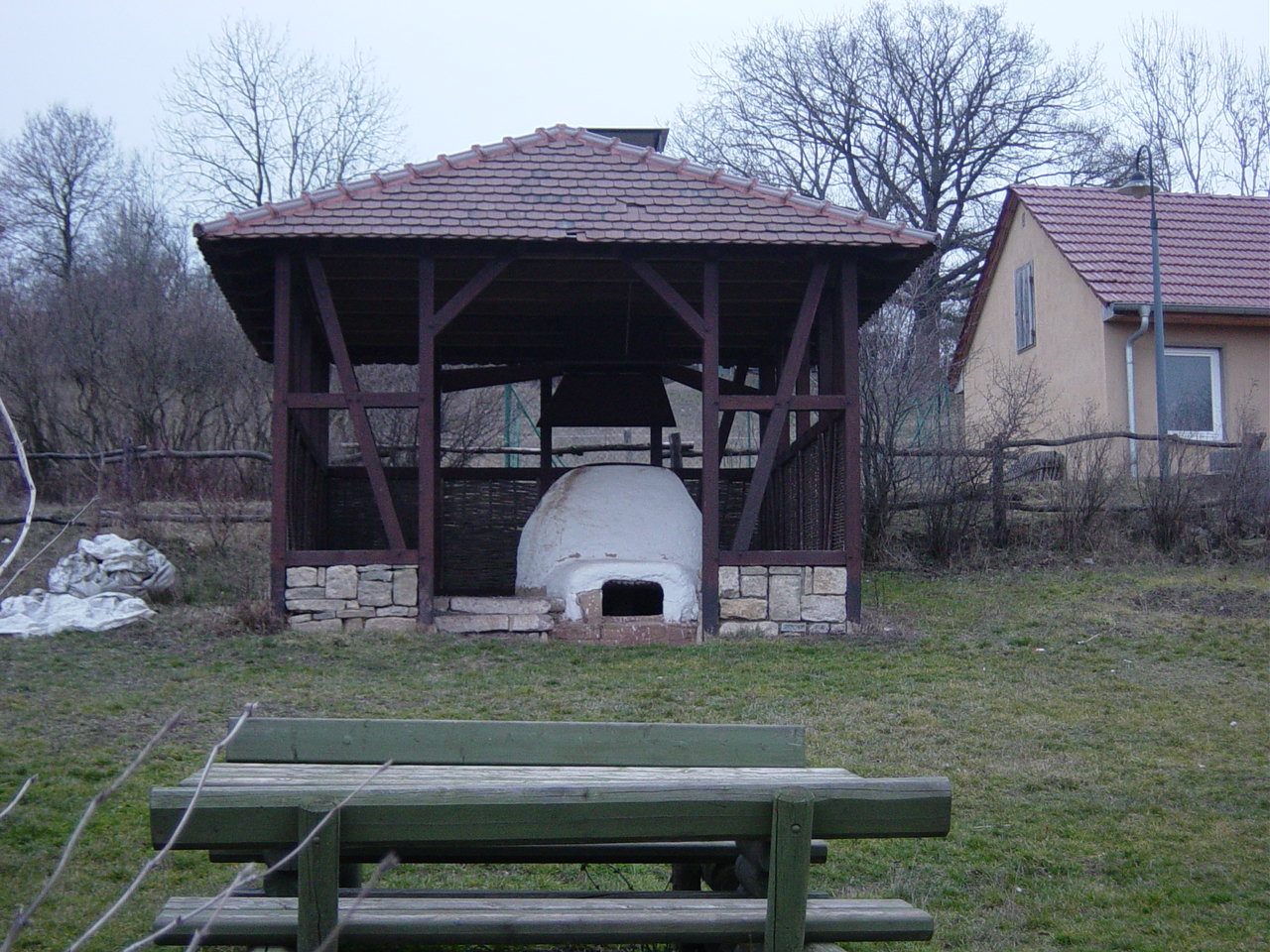
Brennofen für Keramik auf dem Gelände für experimentelle Archäologie

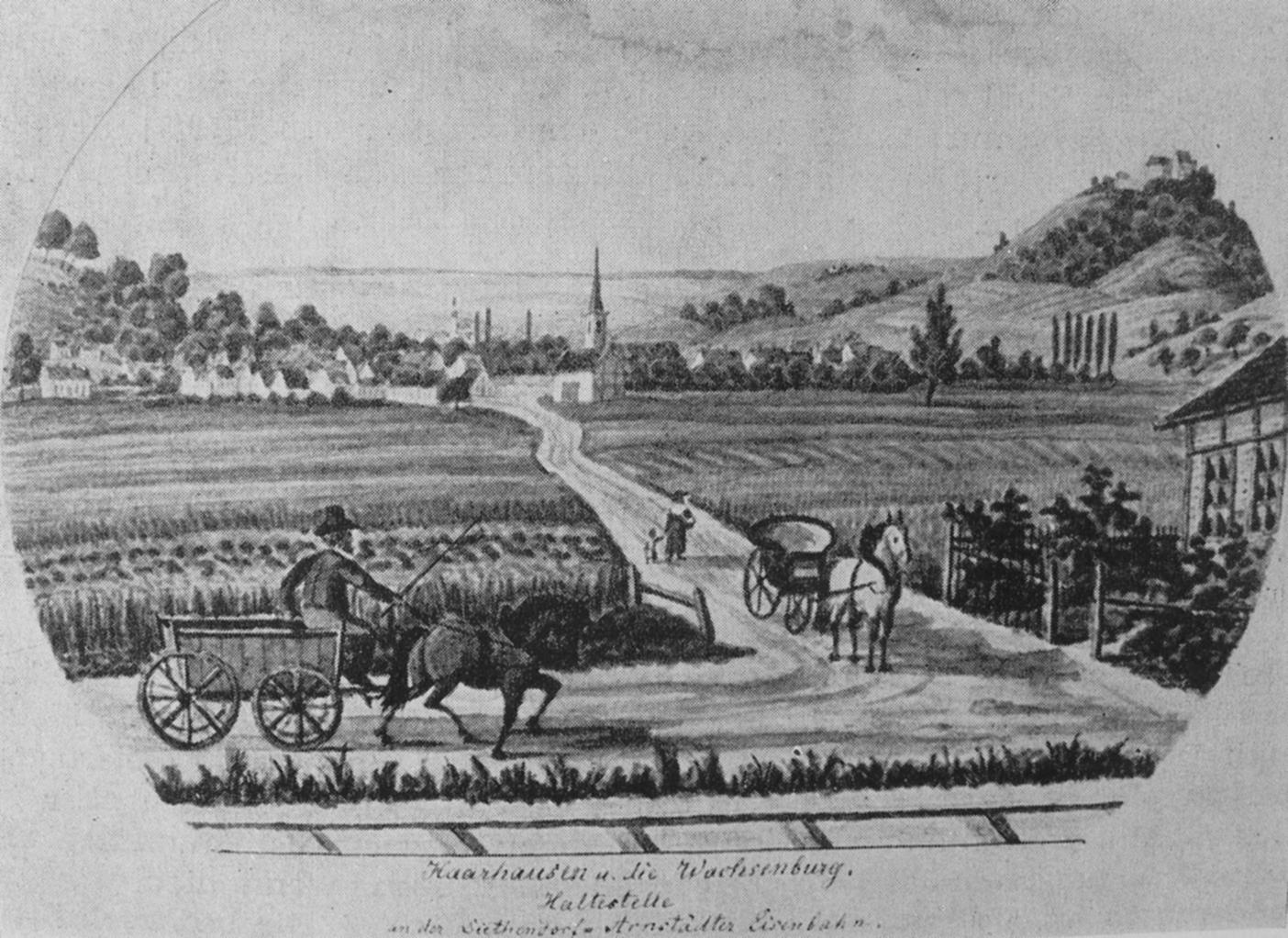
Haarhausen mit Wachsenburg, 1884

Der Name des Ortes leitet sich vom althochdeutschen hora (= Sumpf) ab, was auf die feuchten Niederungen nördlich des heutigen Dorfes hinweist. Zu Beginn des 9. Jahrhunderts wird Haarhausen in Breviarium sancti Lulli der von Erzbischof Lullus († 786) von Mainz für das Kloster Hersfeld von Freien verliehenen Gütern erstmals urkundlich als Horhusun erwähnt. In der Umgebung lassen sich aber noch frühere Siedlungen aus dem 4. oder 5. Jahrhundert nachweisen. Dies ist das Resultat von in den 1980er Jahren durchgeführten Ausgrabungen. Erforscht wurde der historische Untergrund in einer dreijährigen Ausgrabungskampagne, die zur Hypothese einer römischen Siedlung auf dem Boden der Germania magna im 3. Jahrhundert Wichtiges beitrug. So wurde u. a. auf der Drehscheibe gefertigte Keramik aus dem 3. (bis 4.?) Jahrhundert gefunden. Im Ergebnis dieser Ausgrabungen errichtete das Weimarer Museum für Ur- und Frühgeschichte Thüringens am westlichen Dorfrand ein Gelände für experimentelle Archäologie und ein Töpfereimuseum, dessen wichtigstes Exponat ein rekonstruierter germanischer Brennofen für Keramik ist (siehe dazu auch: Geschichte Thüringens).
Haarhausen gehörte 1450 zur Burg und zum Amt Wachsenburg. Im Jahr 1451 wurde von Haarhausen aus durch die Bürger Erfurts die nahe gelegene Veste Wachsenburg, eine der Drei Gleichen erobert, deren damaliger Besitzer, der Raubritter Apel von Vitzthum die vorbeiziehenden Handelsleute ausrauben ließ.

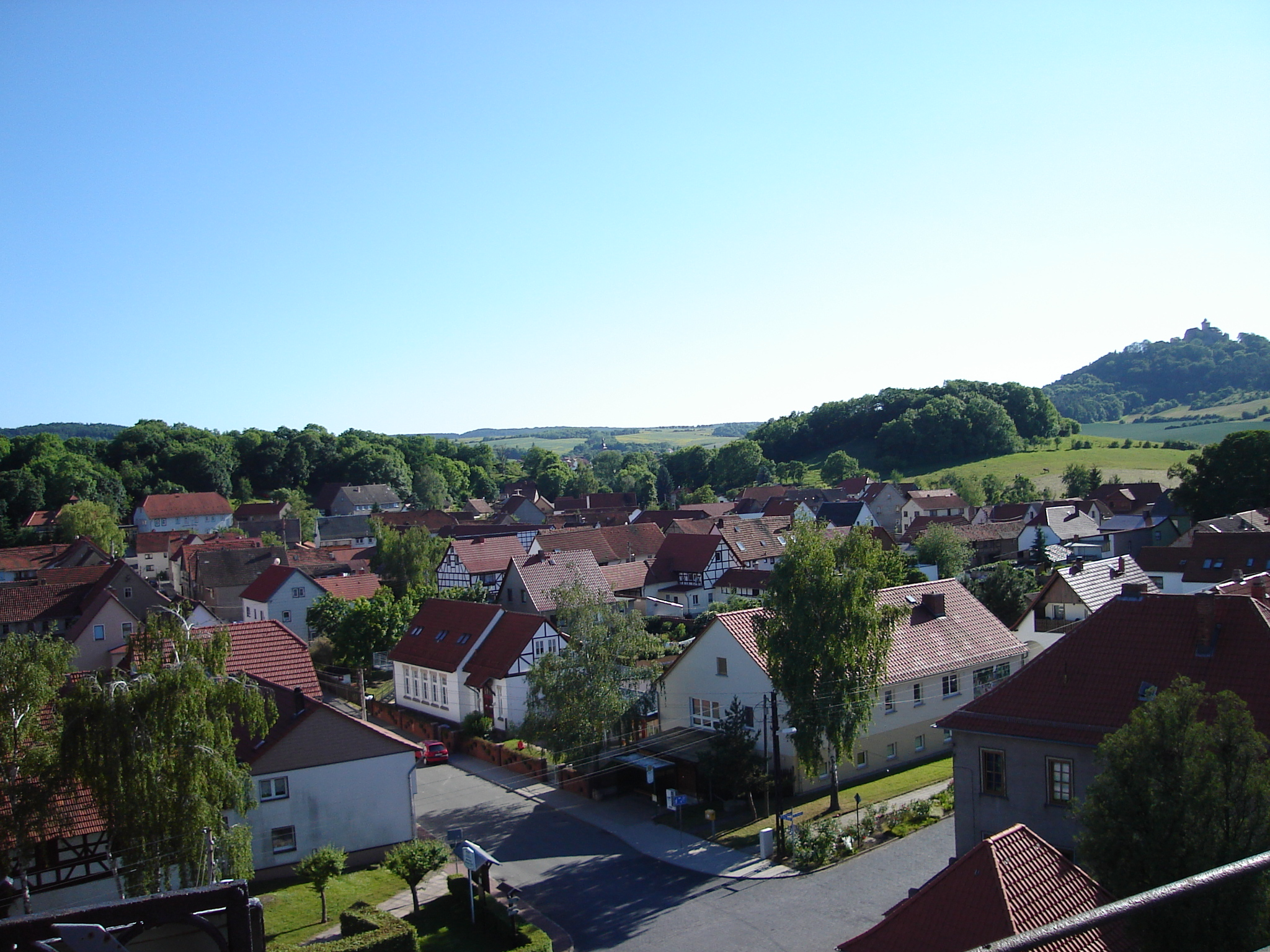
Blick vom Kirchturm

Wie viele Dörfer in Deutschland war auch Haarhausen stark vom Dreißigjährigen Krieg betroffen. Nach dessen Ende 1648 setzte eine rege Bautätigkeit ein. Viele Häuser des alten Ortskerns stammen aus dieser Zeit. Das Dorf selbst war dann über viele Jahrhunderte von der Landwirtschaft geprägt, wobei es aber keinen Großgrundbesitz gab. Es setzte sich der Protestantismus als vorherrschende Religion im Dorf durch. Von 1697 bis 1918 gehörte das Dorf zum Herzogtum Sachsen-Gotha, danach zum Kreis Arnstadt des neu geschaffenen Landes Thüringen. Zu dieser Zeit wohnten etwa 450 Einwohner in Haarhausen. Im Jahre 1867 erhielt Haarhausen einen Haltepunkt an der Bahnstrecke Neudietendorf–Ritschenhausen.
Ein wesentlicher Umbruch für das Dorf war die Bildung der LPG im Jahre 1960, die das Ende der bis dahin betrieblichen einzelbäuerlichen Wirtschaften bedeutete und auch deutliche Spuren im Aussehen der Flure hinterließ. Außerdem wurden am nordwestlichen Ortsrand große Stallungen gebaut, zunächst unter dem Einfluss der sowjetischen Landwirtschaftspolitik als Offenställe. Die LPG wurde in den 1970er- und 1980er-Jahren zusammen mit denen der Nachbardörfer als LPG Pflanzenproduktion und LPG Tierproduktion umstrukturiert. Heutiger Rechtsnachfolger ist die Agrargenossenschaft Thörey.
Am 19. Juli 1972 kam es bei der Einfahrt in den Bahnhof Haarhausen zu einer Kollision zwischen einem Personenzug und einem Güterzug. Drei Menschen starben, vier wurden schwer und zwölf leicht verletzt.
Nach der Wende setzte am Nordrand des Dorfes eine rege Bautätigkeit ein, es entstand das Wohngebiet Zur Aue, wo hauptsächlich Bewohner der nahe gelegenen Städte ihre Eigenheime auf der grünen Wiese bauten.
Im Zuge der Gemeindereform in Thüringen verlor das Dorf 1994 den Status einer eigenständigen Gemeinde und wurde neben Holzhausen, Sülzenbrücken, Röhrensee und Bittstädt einer von fünf Ortsteilen der Wachsenburggemeinde. Mit der Auflösung der Gemeinde am 31. Dezember 2012 kam der Ort zur Gemeinde Amt Wachsenburg.

## Politik
Der ehrenamtliche Ortsteilbürgermeister von Haarhausen ist Tino Bosecker. Er wurde bei den Kommunalwahlen in Thüringen am 26. Mai 2024 erstmals ins Amt gewählt. Zusammen mit sechs weiteren Mitgliedern bildet Bosecker den Ortsteilrat von Haarhausen.

## Sehenswürdigkeiten

### Gemeindesaal
An die Gemeinde-Gaststätte ist der im Jahre 2000 restaurierte Gemeindesaal angeschlossen, der mit seinen Medaillonporträts u. a. von Goethe, Schiller, Beethoven und Wagner sowie weiteren Verzierungen eine Ausnahmestellung einnimmt.

### Sonstiges
- Der Ort liegt am Otto-Knöpfer-Weg.
- Auf dem bereits erwähnten Ziegenberg im Süden des Ortes wurde ein Bereich als "Flächennaturdenkmal auf dem Weihersberg" deklariert.

## Vereinsleben
Das Vereinsleben wird durch die Freiwillige Feuerwehr und den Sportverein SG Wachsenburg Haarhausen e. V. geprägt. Dieser Verein wurde 1984 gegründet und bietet die verschiedensten Sportarten wie Fußball, Dart, Sportgymnastik und Kegeln an. Der Fußball ist durch seinen großen Jugendbereich die größte Sektion im Verein. Der Sportverein ist der Mitgliederstärkste Verein im Ort. Der Haarhäuser Carnevals-Verein wurde 1970 gegründet und ist mit über 120 Mitgliedern einer der größten Verein in Haarhausen.

## Persönlichkeiten
- In Haarhausen wurde der Schriftsteller Martin Stade (1931–2018) geboren und wuchs dort auf. Viele seiner Bücher handeln vor dem Hintergrund seiner thüringischen Heimat.
- Weiterhin wurde hier der später nach Ungarn ausgewanderte Tiermaler Arthur Heyer (1872–1931) geboren.